# Raivuna proxima
Raivuna proxima är en insektsart som först beskrevs av Melichar 1912.  Raivuna proxima ingår i släktet Raivuna och familjen Dictyopharidae. Inga underarter finns listade i Catalogue of Life.